# Эстачи
Эстачи — деревня в Высокогорском районе Татарстана. Входит в состав Высокогорского сельского поселения.

## География
Находится к северо-востоку от Казани, у реки Киндерка в 8 км к юго-востоку от районного центра посёлка Высокая Гора, в 2,5 км от автодороги М7 «Волга».

## История
Известна с 1565—1567 годов как деревня Новые Меньшие Естачи (позднее упоминалась также как Малые Естачи).

## Население
Постоянных жителей было: в 1646 — 53, в 1782 — 32 души мужского пола, в 1859 — 83, в 1897—158, в 1908—159, в 1920—186, в 1926—216, в 1938—296, в 1949—250, в 1958—167, в 1970—129, в 1989—516, 315 в 2002 году (русские 52 %, татары 46 %), 83 в 2010, 101 в 2017 (русские – 52%, татары – 45%).